# W72 (核弾頭)
W72はアメリカ合衆国が開発した核弾頭。W54核弾頭を回収し、再利用・再設計を行なったものである。
W54はプルトニウムを使用したインプロージョン方式の核分裂弾頭であり、核出力は最大250tであった。W54の生産は1965年には終了している。これの再設計にあたり核出力は増大され、約600tとなっている。サイズも一回り大きく胴体直径38cm、長さ2.0m。重量は374kgである。1970年から1972年にかけて300発が生産された。触発信管での運用であり、AGM-62ウォールアイ空対地ミサイルに搭載され、アメリカ空軍に配備された。1979年に退役している。